# Доній Михоляць

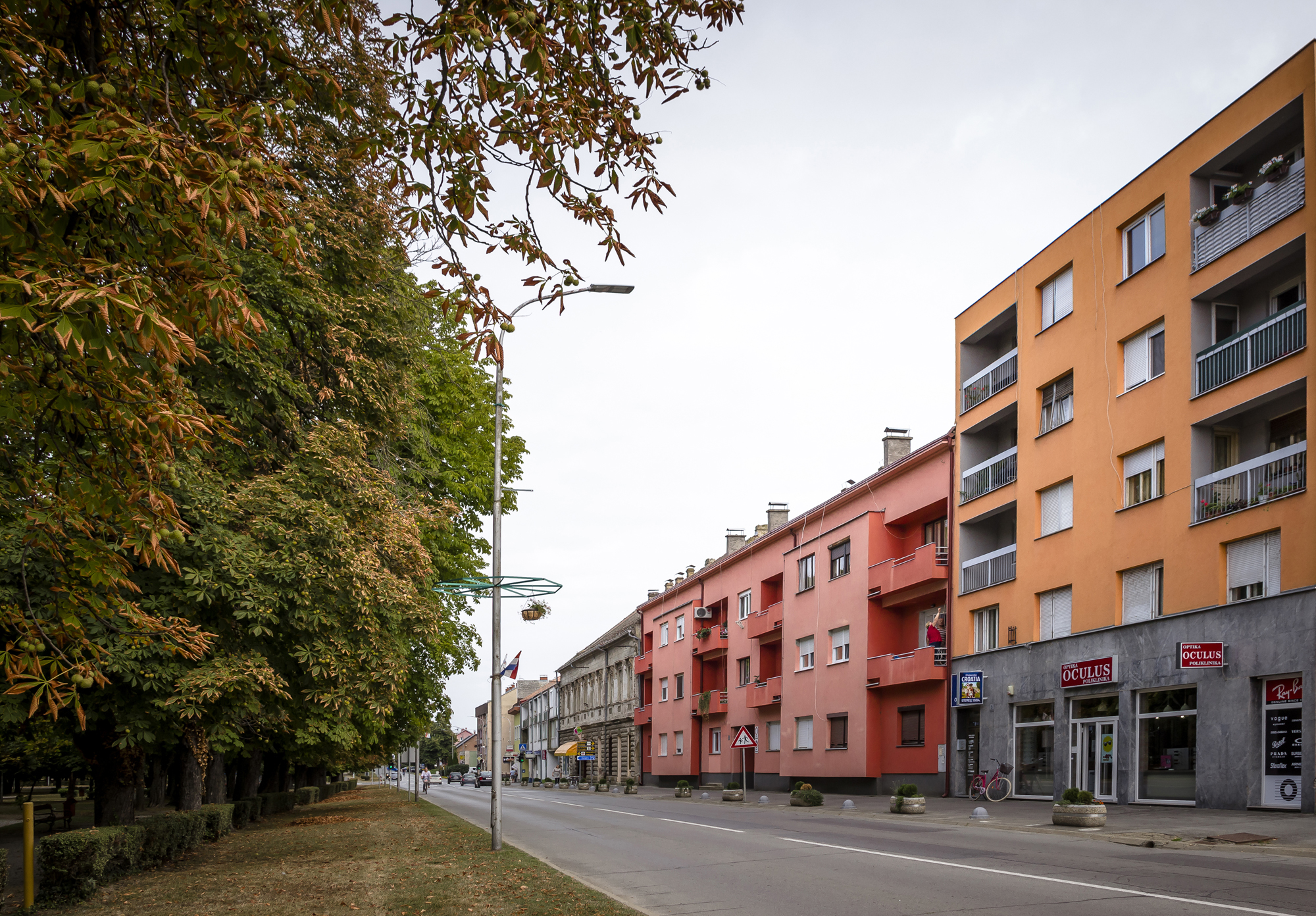
У центрі міста

Доній Михоляць (хорв. Donji Miholjac, угор. Alsómiholjác, нім. Unter-Miholtz) — місто в Хорватії, в Осієцько-Баранській жупанії.

## Загальні відомості

План міста Доній Михоляць

Місто Доній Михоляць розташоване на сході країни, у долині Драви, за 4 кілометри від самої річки, вздовж якої проходить державний кордон з Угорщиною.
За 25 кілометрів на південний схід розташоване місто Валпово, за 30 кілометрів на південь — місто Нашиці, за 40 кілометрів на захід — Слатина, за 50 кілометрів на південний схід — столиця жупанії Осієк. За 40 кілометрів на північ розташоване угорське місто Печ.
Доній Михоляць з'єднане з Осієком, Нашицію, Слатиною та Печем автомобільними дорогами.
Основними заняттями населення є сільське господарство, рибальство та рибопереробка, харчова промисловість, виробництво виробів з пластмаси.
Основною туристичною принадою міста є можливість полювання в довколишніх лісах та заняття риболовлею на ставках, що розташовані між містом і Дравою, а також на самій Драві.

## Історія

### Античний період
Зручне географічне положення та природні особливості, такі як близькість річки Драва та густі ліси, створили сприятливі умови для життя. Територія міста була заселена ще в епоху палеоліту. Про це свідчать численні археологічні знахідки, такі як залишки житла епохи неоліту (в околицях Янєвці-Борік) та зброї цього ж періоду (Марославці), поселення епохи раннього середньовіччя (Брдача), руїни середньовічного городища (Старо Гроблє).
Територія сучасного Донього Михоляця була щільно заселена племенами паннонців (звідки походить назва області — Паннонія). Слідом за ними на ці землі прийшли римляни. На мапі Птолемея другої половини ІІ ст. позначено місто Мариніана (сучасний Доній Михоляць). Спочатку поселення виконувало роль фортеці, навколо якої згодом виникли поселення.

### Середньовіччя
Падіння Західної Римської імперії та велике переселення народів в кінці VI — на початку VII ст. змінило склад і структуру місцевого населення. Саме цим періодом датується перша згадка про перебування хорватів на території Донього Михоляця. До VIII ст. територія перебувала під владою аварів, а в кінці VIII ст. починається період панування франків.
Франки розпочали процес християнізації хорватського населення, яке в той час сповідувало язичництво. На початку Х ст. на територію Паннонської низовини прийшли угорці. Перейшовши через річку Драва, вони захопили Доній Михоляць. Хорватський король Томіслав був переможений, і незабаром територія Славонії потрапила під угорське правління (династія Арпадів, угорський король Ладислав).
1102 року Хорватія та Угорщина були об'єднані в унію і угорський король Коломан I був коронований хорватською короною.
Щоб Славонію в релігійному відношенні віддалити від Далмацької Хорватії, угорці засновували парафії та єпархії переважно на території Угорщини, охоплюючи ними і більшість Славонії. 1009 року засновано єпархію у Печі, якою охопили і місцевість, де нині Доній Михоляць. 1042 року інтронізовано єпископа на ім'я Мавро, який обіймав цю посаду до 1070 року. З цього періоду походить і перша згадка про Доній Михоляць, пов'язана з будівництвом першої церкви в цій місцевості. Йдеться про документ, оприлюднений 1057 року, в якому згадується дарування землі для будівництва церкви на честь святого Михаїла. Відтоді місце навколо церкви почали називати Святий Михаїл.
5 червня 2007 року святкували 950-річчя міста Доній Михоляць.

### XXст.
10 квітня 1941 року Доній Михоляць увійшов до Незалежної Держави Хорватія на правах районного центру великої жупи Бараня.
14 квітня 1945 року місто зі сходу захопили підрозділи 2-ї Воєводинської дивізії НВАЮ. У добу соціалістичної Югославії (1945—1991) Доній Михоляць пережив стрімкий економічний, промисловий та містобудівний розвиток. Збудовано виробничі приміщення фабрики «Борово» і фабрики «Аналіт». У 1980-х роках відбулася забудова великої частини західної половини міста, яка носить назву «Блок».

## Населення
Населення громади за даними перепису 2011 року становило 9 491 осіб. Населення самого поселення становило 6240 осіб.
Динаміка чисельності населення громади:
Динаміка чисельності населення центру громади:

## Населені пункти
Крім поселення Доній Михоляць, до громади також входять:
- Голинці
- Михоляцький Пореч
- Подгайці-Подравські
- Радиковці
- Ракитовиця
- Светий Джурадж

## Клімат
Середня річна температура становить 11,10 °C, середня максимальна — 25,50 °C, а середня мінімальна — -6,04 °C. Середня річна кількість опадів — 661 мм.
| Клімат поселення                              | Клімат поселення | Клімат поселення | Клімат поселення | Клімат поселення | Клімат поселення | Клімат поселення | Клімат поселення | Клімат поселення | Клімат поселення | Клімат поселення | Клімат поселення | Клімат поселення | Клімат поселення |
| Показник                                      | Січ.             | Лют.             | Бер.             | Квіт.            | Трав.            | Черв.            | Лип.             | Серп.            | Вер.             | Жовт.            | Лист.            | Груд.            |                  |
| Середній максимум, °C                         | 5,65             | 7,95             | 12,50            | 17,16            | 22,20            | 25,50            | 25,15            | 24,71            | 20,46            | 15,08            | 9,18             | 5,18             |                  |
| Середня температура, °C                       | −0,2             | 2,10             | 6,63             | 11,30            | 16,34            | 19,65            | 21,42            | 21,00            | 16,70            | 11,34            | 5,45             | 1,43             |                  |
| Середній мінімум, °C                          | −6,04            | −3,77            | 0,78             | 5,43             | 10,48            | 13,80            | 17,69            | 17,24            | 12,98            | 7,60             | 1,71             | −2,29            |                  |
| Норма опадів, мм                              | 40               | 36               | 39               | 52               | 63               | 85               | 62               | 62               | 52               | 55               | 64               | 51               |                  |
| Середньомісячна швидкість вітру, м/с          | 2.38             | 2.60             | 2.90             | 2.80             | 2.47             | 2.30             | 2.20             | 2.00             | 2.00             | 2.10             | 2.30             | 2.40             |                  |
| Середньомісячна сонячна радіація, кДж/м²·день | 4153             | 6887             | 10733            | 15330            | 19371            | 21530            | 22201            | 20051            | 14825            | 9156             | 4674             | 3453             |                  |
| --------------------------------------------- | ---------------- | ---------------- | ---------------- | ---------------- | ---------------- | ---------------- | ---------------- | ---------------- | ---------------- | ---------------- | ---------------- | ---------------- | ---------------- |
| Джерело:                                      |                  |                  |                  |                  |                  |                  |                  |                  |                  |                  |                  |                  |                  |

## Архітектурні пам'ятки

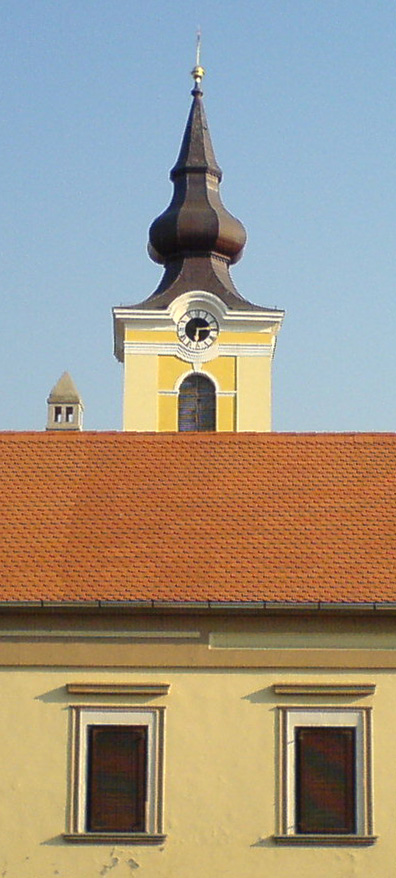
Церква Святого Михаїла

### Церква Святого Михайла
У XV ст. була побудована церква Св. Михайла, що дала ім'я місту. Церква була зруйнована під час турецької навали, однак після звільнення долини Драви від турків відновлена в 1797 в стилі бароко.

### Палац графів Майлатів

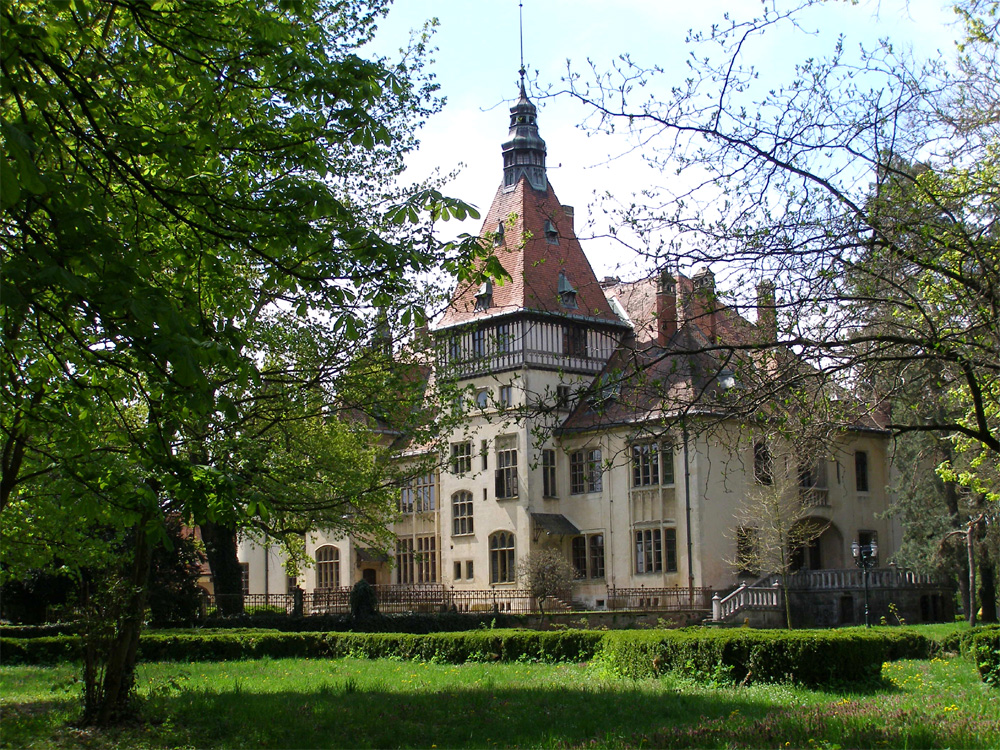
Палац

Палац графів Майлатів є одним з найкрасивіших палаців Славонії. Побудований на початку XIX ст. Навколо палацу закладено парк.
Будівництво нового замку почалося у 1903 році після візиту імператора Франца-Йосифа до Донього Михоляця. Власник маєтку граф Владислав Майлат побудував його в англійському стилі Тюдорів, з великою кількістю веж, мансардними вікнами, просторими терасами і балконами. Будівля мала 50 кімнат корисною площею близько 3500 квадратних метрів. Інтер'єр був прикрашений мисливськими трофеями, здобутими під час подорожей до Азії та Африки. Земля була призначена вітальні, було на зимовий та літній їдальня, музичний салон, танцювальний зал, бібліотека, офіси і зали судових засідань. Усі кімнати облицьовані дубовими панелями. На верхньому поверсі були кімнати для прислуги. Замок мав своє джерело електрики, водопроводу та опалення з поєднанням кахельних печей і камінів.
У 1930 році граф продав замок та родинну ферму Шлезінгер, який залишався у власників до 1941 року. Коли вони вийшли з Королівства Югославії до фашистської окупації. Сьогодні замок є резиденцією donjomiholjačke уряду міста.

## Видатні особи
- Август Харамбашич — письменник.
- Адольф Мошинський — хорватський політик, міський голова Загреба з 1892 по 1904 роки.
- Гойко Стойчевич — патріарх сербський (†2009).
- Домаґой Віда — хорватський футболіст, захисник «Баєра» (Леверкузен) та збірної Хорватії.